# Старосельский, Дмитрий Семёнович
Дмитрий Семенович Старосельский (15 [27] мая 1832, Черниговская губерния — 11 [23] марта 1884, Тифлис) — генерал-лейтенант русской императорской армии, сенатор, начальник Кавказского горского управления, бакинский губернатор (в 1872—1876).

## Биография
Происходил из дворян Черниговской губернии. Родился 15 (27) мая 1832 года. Воспитывался сначала в Полтавском Петровском кадетском корпусе, при выпуске из которого в 1848 году первым по списку, был удостоен занесеняи фамилии на золотую доску. Для продолжения обучения был переведён в Дворянский полк, из которого в августе 1850 года выпущен прапорщиком в лейб-гвардии Московский полк, где служил шесть лет.
В октябре 1856 году поручик Старосельский был назначен старшим адъютантом 2-й гвардейской пехотной дивизии. В декабре 1857 года был переведён адъютантом к Кутаисскому генерал-губернатору барону Врангелю с причислением, в чине капитана, к Грузинскому гренадерскому полку. С этого времени собственно и начинается активная боевая деятельность Старосельского, так как до того он лишь в 1854 году находился в составе войск, охранявших Петербургскую губернию. С назначением барона Врангеля командующим войсками в Прикаспийском крае, Старосельский отправился вместе с ним в Темир-Хан-Шуру и в июне 1858 года находился в отряде, возводившем укрепления Буртуная. В 1859 году под личным начальством главнокомандующего князя Барятинского было сформировано несколько отрядов для одновременного действия с разных сторон против Шамиля. Наиболее важные и трудные операции выпали на долю отряда барона Врангеля, при котором находился и Старосельский. Переодоливая высокие горные хребты, совершив знаменитую Сагрытлоскую переправу через Андийское Койсу и преследуя неприятеля, отряд подошел к Гунибу, последнему оплоту Шамиля, который после переговоров сдался в плен на почётных для него условиях.
За боевое отличие в нескольких перестрелках с горцами был произведён в майоры и награждён орденом Св. Владимира 4-й степени с мечами и бантом и золотой саблей с надписью «За храбрость». В декабре 1859 года был назначен адъютантом к начальнику главного штаба Кавказской армии генерал-адъютанту Милютину. Находись в шапсугском отряде, Старосельский участвовал в нескольких делах с горцами и за отличие в этих сражениях произведён в полковники, затем назначен управляющим канцелярией начальника Главного штаба Кавказской армии (19 февраля 1863 года), а с покорением большей части горского населения и со введением гражданского управления в крае, — начальником Кавказского горского управления.
С этого времени началась его административно-гражданская деятельность, характеризующая его, как энергичного и гуманного человека, старавшегося проводить все реформы свои мирным путём, не прибегая к оружию. И это вполне отвечало положению дел, требовавшему миролюбивой политики; только такая политика и могла несколько успокоить крайне приподнятое настроение умов только что утративших независимость горцев. Главнейшими результатами деятельности С. являются: обложение горцев государственной податью, урегулирование крайне запутанных аграрных отношений и уничтожение различных родов рабства, купли и продажи людей. Этим реформам предшествовала долгая и трудная работа по собиранию сведений о численности горцев, главным образом крестьянского населения, о территориальных условиях, о поземельных правах, крепостном праве и вообще об отношении привилегированных сословий к крестьянам, об экономическом быте последних и пр.
С целью ближе понять нужды горцев и удовлетворить их потребностям Старосельский изучал их историю, характер, быт, религию. Собранные по его поручению разнообразные сведения, касающиеся быта горцев, печатались в особом специально для этого основанном Старосельским повременном издании под названием «Сборник сведений о кавказских горцах» (Тифлис, 1868—1875 гг., 8 выпусков), который заключает в себе много ценных материалов по антропологии, этнографии и этнологии горских племён Кавказа. В этом отношении имеет значение и составленный Старосельским «Всеподданнейший отчет главнокомандующего кавказской армией по военно-народному управлению за 1863—1869 гг.». Имел золотую медаль «За участие в составлении и приведении в действие положения об освобождении зависимых сословий в горских племенах Кавказа»; 8 ноября 1866 года был произведён в генерал-майоры.
С 15 октября 1870 года состоял помощником начальника Терской области, а 29 марта 1872 года был назначен Бакинским губернатором. Первым его делом было умиротворение жившего до того времени разведением марены Кубинского уезда, в котором слухи об изобретении искусственной краски вызвала падение цен на марену, уменьшение её разведения, а затем всеобщую безработицу, следствием которой явились грабежи и убийства, сделавшиеся повседневным явлением в уезде. После прекращения этого рода явлений Старосельскому пришлось много работать над подготовкой к реформе в таком крупном деле, как нефтяная промышленность: в то время было в принципе уже решено передать казенные нефтяные земли в частные руки.
В конце 1872 года приехал в Тифлис и принимал деятельное участие в торгах. В 1875 году, когда над нефтяной промышленностью разразился страшный денежный кризис и возникал вопрос об уничтожении акцизной системы, Старосельский стал на сторону промышленников, доказывая, что узко-фискальное отношение акцизного управления к этому делу ставит последнее в ненормально тяжелое положение. Вопрос этот был решён в положительном смысле впоследствии, когда Старосельский уже не был Бакинским губернатором. Его деятельность по гражданскому управлению была прервана усмирением разбойников на персидской границе, а также командировкой в Закаспийский край, по распоряжению наместника Кавказа великого князя Михаила Николаевича, для осмотра войск тамошнего отряда и для расследования причин возвращения отряда полковника Маркозова в Хиву. По возвращении из командировки Старосельский вновь погрузился в деятельность по гражданскому управлению и в результате её является, между прочим, поземельное устройство крестьян Бакинской губернии. В самом Баку Старосельский открыл женскую гимназию, а также положил начало изданиям двух газет: «Экинчи» («Сеятель») на татарском языке, имевшей целью распространить в массе мусульман здравые понятия по сельскому хозяйству (редакция была поручена выпускнику Московского университета учителю местного реального училища Гасан-беку-Меликову, общий же надзор принадлежал самому Старосельскому) и газеты «Бакинские известия» (1882 г.), преследовавшей цель «содействовать ознакомлению общества и правительства с бытовыми и экономическими условиями края, служить органом для выражений и ближайшего обсуждения местных интересов и нужд».
С 1 июня 1876 года Старосельский занял более высокий административный пост — директора Департамента Главного управления кавказского наместничества. Желая почтить деятельность уходящего губернатора, городская дума единогласно избрала его почётным гражданином Баку.
В 1878 году, 1 января он был произведён в генерал-лейтенанты, а 23 августа назначен начальником Главного управления наместника Кавказа по гражданской части, и занимал эту должность до упразднения наместничества.
Свои взгляды на нужды Кавказа и меры, которые он находил полезными для возвышения гражданского благосостояния и духовного просвещения населения края, Старосельский изложил во всеподданнейшем докладе 1879 года «о нуждах края». По его мнению, государственные интересы по отношению к Кавказу требуют возможно широкого развития и применения основных начал цивилизации, из которых наиболее настоятельными и целесообразными для преуспеяния Кавказа и скорейшего слияния его с Россией представлялись ему следующие: 1) проложение по краю железных дорог и соединение их с общей сетью таковых в государстве; 2) возможно большее распространение и упрочнение народного образования между туземцами; учреждение в этих целях учительских семинарий, а до введения их — основание возможно большего числа начальных училищ с преподаванием в них на туземных языках; 3) расширение способов к скорейшему и удовлетворительному устройству населения и поземельном отношении и, наконец, 4) улучшение личного состава и характера деятельности низшей администрации. Этими взглядами определяется и характер обширной деятельности С. в качестве начальника главного управления и ближайшего сотрудника великого князя Михаила Николаевича, и ими-то он всегда и руководствовался при своем прямом или косвенном участии в решении вопросов, касавшихся гражданского управления кавказского наместничества. С преобразованием края и упразднением наместничества, Старосельский был назначен сенатором.
Скончался скоропостижно, возвращаясь со званного обеда домой, от разрыва сердца, в Тифлисе 11 (23) марта 1884 года.

## Награды
- Орден Святого Владимира 4-й ст. с бантом и мечами (1859)
- Золотая сабля «За храбрость» (1859)
- Орден Святой Анны 2-й ст. (1863; императорская корона к ордену — 1866)
- Орден Святого Станислава 2-й ст. (1863)
- Орден Святого Владимира 3-й ст. (1869)
- Орден Святого Станислава 1-й ст. (1871)
- Орден Святой Анны 1-й ст. (1876)
- Орден Святого Владимира 2-й ст. (1879)
- Орден Белого орла (1881)
- Орден Святого Александра Невского (1883)
- Персидский Орден Льва и Солнца 1-й ст. (1872)

## Семья
Жена — княжна Екатерина Фадеевна (Тадеозовна) Гурамишвили (Гурамова; 1834—1901). Скончалась скоропостижно в Тифлисе в январе 1901 года. Её младшая сестра Ольга, грузинская поэтесса и публицист, была замужем за И. Г. Чавчавадзе.  Дети:
- Нина Дмитриевна (до 1869—1930), с 1885 года замужем за князем Иосифом Ивановичем Шаликашвили (Шаликовым; 1847—1903) — коллежским-советником (1898), с 1900 г. — сигнахским уездным предводителем дворянства, сыном генерала И. О. Шаликова; их внук американский генерал Джон Шаликашвили (1936—2011).
- Русудана Дмитриевна (1870—1958), была замужем за князем Давидом Захаровичем Меликишвили (Меликовым; 1856—1909) — камер-юнкером, затем егермейстером Двора, предводителем дворянства Тифлисской губернии.
- Тамара Дмитриевна, в 1881 году в Тифлисе вышла замуж за князя Павла Андреевича Кильдишева. Имела троих детей.
- Всеволод Дмитриевич (1875—1953), русский офицер, командир Кабардинского конного полка и Персидской казачьей дивизии.